# Damian Węglarz
Damian Węglarz (ur. 21 marca 1996 w Bydgoszczy) – polski piłkarz grający na pozycji bramkarza w Arce Gdynia.